# Michaela Krützen

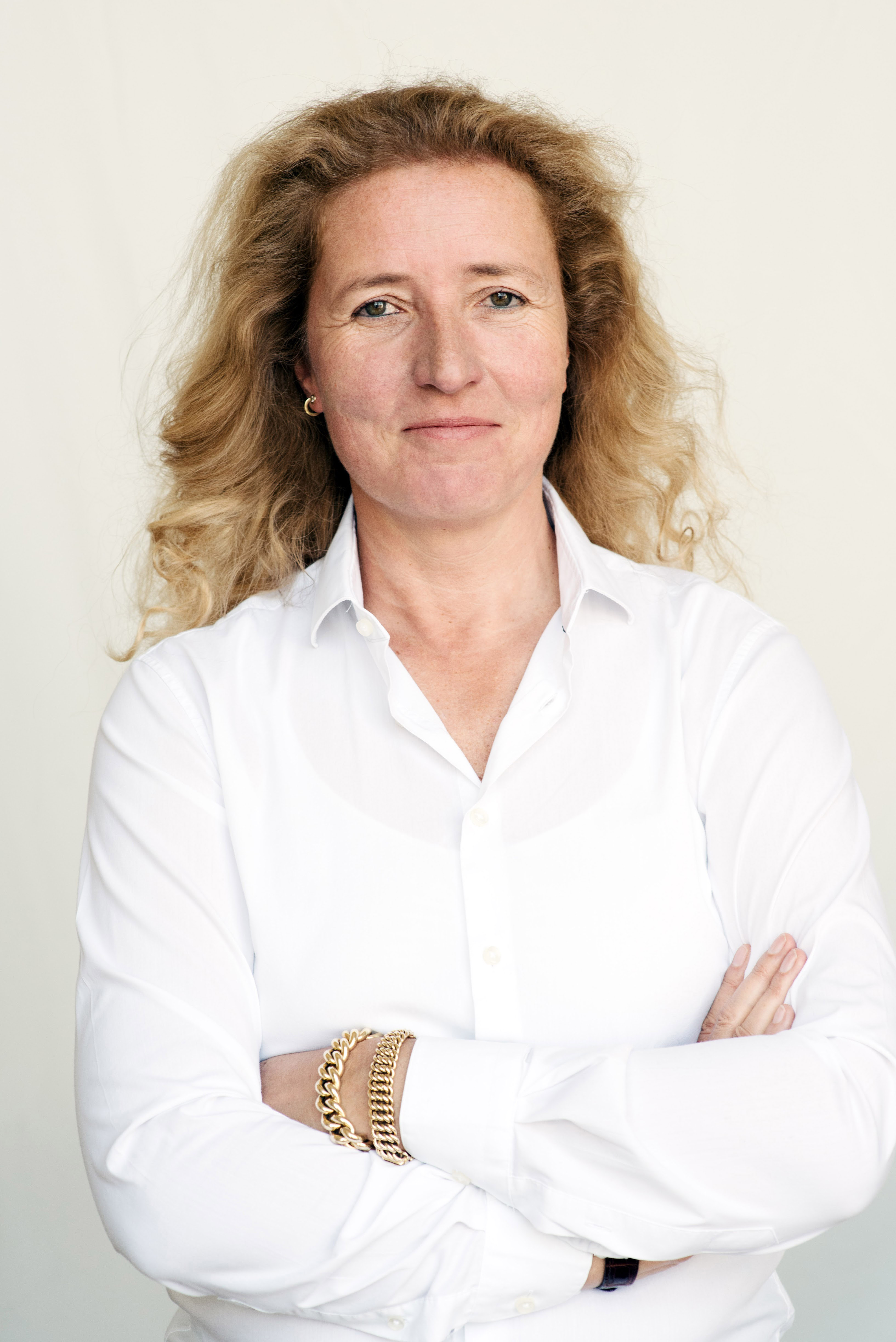
Michaela Krützen 2016

Michaela Krützen (* 5. April 1964 in Aachen) ist eine deutsche Medienwissenschaftlerin mit Schwerpunkt Filmwissenschaft. Sie ist Professorin für Medienwissenschaft an der Hochschule für Fernsehen und Film München (HFF München). Von 2002 bis 2013 war sie Vizepräsidentin dieser Hochschule.

## Leben
Nach ihrem Abitur am Rhein-Maas-Gymnasium Aachen studierte Michaela Krützen Theater-, Film- und Fernsehwissenschaft, Germanistik und Bibliothekswissenschaft an der Universität zu Köln. Sie war Stipendiatin der Studienstiftung des deutschen Volkes und schloss ihr Studium 1989 mit dem Magister Artium ab; der Titel ihrer Magisterarbeit lautete: The Most Beautiful Woman on the Screen: The Fabrication of the Star Greta Garbo. 1994 wurde sie mit Hans Albers. Eine deutsche Karriere promoviert; für diese Schrift wurde sie mit dem Offermann-Hergarten-Preis ausgezeichnet. Ihre  Habilitation folgte 2001 mit Dramaturgie des Films: wie Hollywood erzählt. Von 1989 bis 2000 arbeitete sie als wissenschaftliche Assistentin am Institut für Theater-, Film- und Fernsehwissenschaft in Köln; parallel hierzu war sie bis 1999 in der Medienpraxis tätig (u. a. Regie bei dem Film Shiva und die Galgenblume).
2001 vertrat Krützen den Lehrstuhl „Europäische Medienwissenschaft“ an der Universität Potsdam. Im Frühjahr 2001 wurde sie an die Hochschule für Fernsehen und Film (HFF) in München berufen und übernahm dort zum Wintersemester 2001/02 den Lehrstuhl „Kommunikations- und Medienwissenschaft“; sie ist seitdem geschäftsführende Leiterin dieser Abteilung, die inzwischen in „Medienwissenschaft“ umbenannt wurde. Von 2002 bis 2013 war sie Vizepräsidentin der HFF München. 2024 wurde sie mit dem „Preis für gute Lehre“ ausgezeichnet.

## Werk
Michaela Krützen befasst sich in Lehrveranstaltungen und Publikationen mit Filmgeschichte, Filmtheorie und Filmanalyse. Ihr besonderes Interesse galt in den achtziger Jahren der Star-Theorie (zum Beispiel Greta Garbo, Hans Albers, Madonna) und der Analyse von Figuren im Spielfilm (zum Beispiel Väter, Boxer, Engel, Kannibalen). 
Seit den neunziger Jahren befasst sich Krützen mit der Dramaturgie des Films, wobei klassische Erzählformen und deren Variationen im Mittelpunkt stehen. In Dramaturgie des Films analysiert Krützen exemplarisch den Film „Das Schweigen der Lämmer“ im Hinblick auf seine klassische Erzählform; dargestellt werden das Aktmodell und das Modell der „Reise des Helden“. In dem Nachfolgeband Dramaturgien des Films analysiert Krützen komplexe Narrationen der Jahrtausendwende wie zum Beispiel unzuverlässige Erzählungen („The Sixth Sense“, „The Usual Suspects“, „Mulholland Drive“), nicht-chronologische Geschichten („Pulp Fiction“, „Memento“, „Twelve Monkeys“) oder mehrsträngige Filme („Short Cuts“, „Traffic“, „The Hours – Von Ewigkeit zu Ewigkeit“).
Seit 2010 stehen historische Themen im Vordergrund. In ihrer Publikation Klassik, Moderne, Nachmoderne stellt Krützen die Filmgeschichte am Beispiel von nur drei Produktionen dar: „Casablanca“ steht für die Klassik, „Letztes Jahr in Marienbad“ für die Moderne und „Vergiss mein nicht!“ für die Nachmoderne. Verglichen werden 16 Merkmale filmischen Erzählens in den drei Epochen.
In dem umfangreichen Band Zeitverschwendung: Gammeln, Warten, Driften in Film und Literatur, der im Sommer 2024 erschien, befasst sich Krützen mit zehn Figuren, die als Zeitverschwender oder Zeitverschwenderinnen verstanden werden können. Betrachtet werden zum Beispiel Jeff Lebowski auf der Bowlingbahn, Hans Castorp in seiner Kurklinik auf dem Zauberberg oder Marie Antoinette am französischen Hof. Es geht um Ilja Oblomow, der auf seinem Sofa liegt, oder um Betty Draper aus der Serie Mad Men, die eine Ehe im Vorort führt.
Von 2012 bis 2020 gab Krützen gemeinsam mit Fabienne Liptay und Johannes Wende die von Thomas Koebner begründete Reihe „Film-Konzepte“ heraus, die sich monografisch mit einflussreichen Filmemachern und Filmemacherinnen des Weltkinos befasst und viermal jährlich erscheint.
Die FAZ notiert 2011: „In den letzten Jahren hat sich die 1964 geborene Krützen zur markantesten jüngeren Stimme in der deutschen Filmwissenschaft entwickelt“.

## Monografien
- The Most Beautiful Woman on the Screen: The Fabrication of the Star Greta Garbo. Frankfurt a. M.: Peter Lang Verlag 1990
- Hans Albers. Eine deutsche Karriere. Berlin; Weinheim: Beltz Quadriga 1995, ISBN 978-3-88679-252-8
- Daily Soaps. Unterrichtsreihe zur Fernsehanalyse. Köln: RTL 1998
- Was ist Pop? hg. von Walter Grasskamp, Michaela Krützen, Stefan Schmid. Frankfurt a. M.: Fischer Verlag 2004, ISBN 978-3-596-16392-2
- Dramaturgie des Films. Wie Hollywood erzählt. Frankfurt a. M.: Fischer Verlag 2004, ISBN 978-3-596-16021-1
- Film ab... für die Champions. Die Drehbücher. Hg. von Michaela Krützen, Falco Jagau. München: HFF 2006
- Väter, Engel, Kannibalen. Figuren des Hollywoodkinos. Frankfurt a. M.: Fischer Verlag 2007, ISBN 978-3-596-17316-7
- Dramaturgien des Films. Das etwas andere Hollywood. Frankfurt a. M.: Fischer Verlag 2010, ISBN 978-3-10-040503-6
- Klassik, Moderne, Nachmoderne. Eine Filmgeschichte. Frankfurt a. M.: Fischer Verlag 2015, ISBN 978-3-10-040504-3
- Zeitverschwendung. Gammeln, Warten, Driften in Film und Literatur. Frankfurt a. M.: Fischer Verlag 2024, ISBN 978-3-10-397172-9[5]